# STS-31
是历史上第三十五次航天飞机任务，也是发现号航天飞机的第十次太空飞行。本次飞行将哈勃空间望远镜送入轨道。

## 任务成员
- 罗伦·施里弗（Loren Shriver，曾执行、以及任务），指令长
- 查尔斯·伯尔登（Charles F. Bolden，曾执行、以及任务），飞行员
- 斯蒂芬·霍利（Steven Hawley，曾执行、以及任务），任务专家
- 布鲁斯·麦克坎德雷斯（Bruce McCandless，曾执行以及任务），任务专家
- 凯瑟琳·萨利文（Kathryn D. Sullivan，曾执行、以及任务），任务专家